# نيكولا كولاروف
نيكولا كولاروف هو لاعب كرة قدم صربي في مركز الدفاع، ولد في 14 مارس 1983 في بلغراد في صربيا. لعب مع نادي أوبليتش ونادي أولمبيك سراييفو ونادي بوراتس بانيا لوكا ونادي تشوكاريتشكي وهايدوك كولا.

## وصلات خارجية
- نيكولا كولاروف على موقع قاعدة بيانات كرة القدم.إي يو (الإنجليزية)
- نيكولا كولاروف على موقع Soccerway.com (الإنجليزية)
- نيكولا كولاروف على موقع عالم كرة القدم.نت (الإنجليزية)